# Termoablacja
Termoablacja, ablacja termiczna – metoda leczenia chirurgicznego polegająca na wprowadzaniu pod kontrolą ultrasonograficzną lub tomograficzną do centrum guza nowotworowego elektrody w kształcie igły, generującej prąd przemienny o wysokiej  częstotliwości (300–500 kHz), który przepływa przez tkanki.
Konsekwencją tego jest wzrost temperatury (do 45–50 °C), w wyniku czego następuje martwica i zniszczenie tkanki nowotworowej wskutek odwodnienia, zagęszczenia oraz denaturacji białek wewnątrzkomórkowych oraz zniszczenia błon komórkowych w wyniku roztopienia lipidów, które budują błonę. Metoda ta ma zastosowanie przede wszystkim w guzach pierwotnych wątroby, a także guzach przerzutowych do tego narządu.
Zabieg ten można wykonywać laparoskopowo, przezskórnie oraz po otwarciu jamy brzusznej pacjenta. Zabieg przezskórny nie wymaga znieczulenia ogólnego.
Termoablacja jest mało inwazyjną procedurą, dobrze znoszoną przez pacjentów, trwa dużo krócej w porównaniu do zwykłej operacji, ma coraz szersze znaczenie kliniczne. Na świecie jest stosowana od 1990, w Polsce pierwsza termoablacja miała miejsce w 2001 w I Klinice Chirurgii Ogólnej Akademii Medycznej w Gdańsku i polegała na usunięciu ognisk nowotworowych, które były umiejscowione w wątrobie. Obecnie także w innych narządach, np.:w tarczycy, prostacie, macicy i piersi.
W Polsce występuje kilka nazw tej procedury:
- termoablacja (lub radiotermoablacja)
- (termo)ablacja prądem o wysokiej częstotliwości
- (termo)ablacja prądem o częstotliwości radiowej
- (termo)ablacja prądem o częstotliwości fal radiowych.

Nazewnictwo angielskie:
- radiofrequency ablation, RFA
- radiofrequency thermal ablation, RFTA
- radiofrequency thermoablation, RFTA
- radiofrequency interstitial thermal ablation, RITA (najrzadziej używane określenie)

Istnieją także inne metody ablacji termicznej:
- ablacja mikrofalowa
- ablacja laserowa
- ablacja ultradźwiękowa.